# José Antonio García Rabasco
José Antonio García Rabasco, més conegut com a Verza (Oriola, 29 de setembre de 1986) és un futbolista valencià, que ocupa la posició de migcampista, i juga actualment amb la CF Rayo Majadahonda. Ha estat internacional amb les seleccions espanyoles inferiors.

## Trajectòria esportiva
Format al planter del Vila-real CF, juga quatre partits amb els groguets entre la 02/03 i la 03/04. A l'any següent és cedit al Recreativo de Huelva, amb qui juga 15 partits.
Sense lloc al Vila-real, el 2005 fitxa pel Córdoba CF, de Segona B, i entre el 2006 i el 2008 milita a l'equip de la seua ciutat natal, l'Oriola CF. L'estiu del 2008 retorna a la categoria d'argent amb l'Albacete Balompié.